# 名探偵キャサリン
『名探偵キャサリン』（めいたんていキャサリン）は、山村美紗の推理小説「キャサリンシリーズ」を原作としたテレビドラマシリーズ。

## 概要
1996年にTBSの「月曜ドラマスペシャル（のちに月曜ミステリー劇場、月曜ゴールデン）」枠でかたせ梨乃主演の『名探偵キャサリン』シリーズが開始。
2015年9月、テレビ朝日系でシャーロット・ケイト・フォックス主演で『名探偵キャサリン』が放送された。
なお、タイトルは異なるがキャサリンシリーズを映像化した作品は他にも存在する。それらについてはキャサリンシリーズを参照。

## かたせ梨乃版
1996年から2006年までTBS系で放送されたシリーズ。全15回。主演はかたせ梨乃。
放送枠は「月曜ドラマスペシャル」（第1作 - 第9作）、「月曜ミステリー劇場」（第10作 - 第14作）、「月曜ゴールデン」（第15作）。

### 概要（かたせ梨乃版）
原作ではアメリカ副大統領令嬢であるキャサリン・ターナーを、日本人で社長令嬢兼スチルカメラマンの希麻倫子（きあさ りんこ、愛称はキャサリン）という設定に変更し、倫子が殺人事件の謎を解いていく内容となっている。
また、1997年に放映された渡瀬恒彦主演『十津川警部シリーズ』第14作「海を渡った愛と殺意」と、2006年に放映された名探偵キャサリンシリーズ第15作「山村美紗没後十年スペシャル 『名探偵キャサリンvs十津川警部 京友禅の謎〜華の密室殺人事件〜』」にて、キャサリンが十津川警部と共演している。なお、かたせ梨乃が『十津川警部シリーズ』にて十津川警部の妻である「十津川直子」役として出演した経緯から、劇中でキャサリンについて「十津川の奥さんに似ている」と指摘するシーンが存在する。

### キャスト（かたせ梨乃版）

#### ヒロインと助手
希麻倫子
演 - かたせ梨乃
社長令嬢でカメラマン。愛称はキャサリン。京洛女子高等学校の卒業生（第7作）。
浜口一郎
演 - 赤坂晃（第1作 - 第3作）
倫子の後輩カメラマン。
松本次郎
演 - 関口知宏（第4作 - 第6作）
倫子の後輩カメラマン。
飛田三郎
演 - 河相我聞（第7作 - 第14作）
倫子の後輩カメラマン。
土田四郎
演 - 丸山隆平（第15作）
倫子の後輩カメラマン。

#### 京都府警察本部
橋口
演 - 坂本あきら
捜査一課の刑事。階級は警部補。
大河原毅
演 - パンチ佐藤（第2作 - 第14作）
捜査一課の刑事。
水野
演 - 永島浩二（第9作 - 第13作）
捜査一課の刑事。
二宮
演 - 蓉崇（第14作・第15作）
捜査一課の刑事。
狩矢荘助
演 - 西岡徳馬
捜査一課の刑事。階級は警部。

#### その他
千田美佳
演 - 山村紅葉（第6作 - 第15作）
京都平安新聞社の社員。

#### ゲスト（かたせ梨乃版）
第1作「ヘアデザイナー殺人事件」（1996年）
- 田沢涼子（元女優） - 中島ゆたか
- 橋爪淳、清水章吾、中村れい子、宍戸勝、鹿取洋子、仙波和之、久保晶、茶風林、ト字たかお

第2作「小京都・郡上八幡殺人事件」（1996年）
- 稲村俊之（陶芸家） - 田村亮
- 池田和子（宝石商） - 岡まゆみ
- 久和田梨花（雑誌編集者） - 三井ゆり
- 沢山陽一（クラブ支配人） - 大和武士
- 小山千津子（銀行員） - 水島裕子
- 中川麻奈（芸妓） - 西岡ちあき
- 佐々木（刑事） - 石橋保
- 平林（警部） - 赤塚真人
- 君千代 - 山村紅葉

第3作「花の棺」（1997年）
- 岡麗子（京雅流内弟子） - 床嶋佳子
- 東郷流風（華道「東心流」家元） - 天田俊明
- 西川鳳（華道「京雅流」家元） - 鶴田忍
- 山野華子（華道「新華流」家元） - 山村紅葉
- 西川和彦（鳳の息子） - 西川浩幸
- 杉山奈緒美 - 久我美智子
- 松井修司（流風の弁護士） - 中原丈雄
- 小川麻衣子（東心流弟子） - 大沢逸美
- 伊吹信彦（流風の主治医） - 京本政樹

第4作「清少納言殺人事件」（1998年）
- 藤原彰子（京南大学文学部 講師・希麻倫子の知り合い） - 洞口依子（少女期：田島穂奈美）
- 嵯峨紫（京南大学 講師） - 渡辺典子
- 三上かほる（都女子大学 助教授） - 山村紅葉
- 沢田雅夫（京南大学 講師・千早の夫） - ベンガル
- 沢田千早（大藤の娘） - 戸川京子
- 野川いずみ（京南大学 助教授） - 宮田早苗
- 林田真由美（京南大学文学部 4年生） - 鈴木由香
- 大藤俊麿（京南大学文学部 教授） - 清水綋治
- 伊丹信也（京南大学 国文学教授） - 堤大二郎

第5作「胡蝶蘭殺人事件」（1998年）
- 田中愛子（蘭の研究家） - 石野真子
- 花岡エミ（女優・蘭の収集家） - 三原じゅん子
- 大沢朝子（花屋「大沢洋蘭」店主） - 山村紅葉
- 冬木和彦（蘭のブリーダー） - 嶋大輔
- 石田陽一郎（蘭のブリーダー・エミの元恋人） - 芹沢新
- マネージャー - WAKA
- フロントマン - 下崎篤
- 堂山譲治（貿易会社社長・希麻倫子の友人） - 神田正輝

第6作「ブラックオパール殺人事件」（1998年）
- 篠原愛（メイク係） - 細川直美
- 田所健也（俳優） - 大沢樹生
- 石川薫（女優） - 中山麻里
- 藤堂美夜子（藤堂の娘・女優） - 村田和美
- 藤堂道成（俳優） - 千波丈太郎
- 浜野江美子（美夜子のマネージャー） - 近藤結宥花
- 高橋フサエ（薫の付き人） - 服部妙子
- 助監督 - 下崎篤

第7作「エジプト女王の棺」（1999年）
- 堀川澄江（京洛女子高等学校 美術教師・希麻倫子の後輩） - 高樹澪
- 堂本利男（京洛女子高等学校 校長） - 石田太郎
- 西条（かおりの母） - 安倍里葎子
- 槇ハルミ（京洛女子高等学校 生徒・放送部員） - 多田亜沙美
- 西条かおり（京洛女子高等学校 生徒） - 松田一沙
- バーテンダー - 下崎篤
- 山中英明（ルポライター） - 渡瀬恒彦（特別出演）
- 大原（在エジプト日本大使館 書記官） - 中野英雄
- 花田信太郎（代議士） - 目黒祐樹

第8作「南十字星殺人事件」（1999年）
- 池上梨花（加代子の娘・会社員） - 今村恵子
- 細野忠司（ガイド） - 宮本大誠
- 広田尚子（池上家の家政婦） - つちだりか
- 坂下涼子（梨花の友人） - 真野静
- 沢朋美（梨花の友人・会社員） - 麻田かおり
- 池上加代子（推理小説作家） - 星由里子
- 木村裕志（梨花の幼馴染） - 美木良介
- 小川利男（加代子の元夫・自称実業家） - 市川左團次

第9作「シドニー・メルボルン殺人事件」（2000年）
- 大塚正弘（テナントビル会社「矢島ビル」の子会社社長・文芸誌 元編集者） - 田中健
- 矢島頼子（矢島ビルディング 社長・矢島泰造の後妻で元秘書・落合の愛人） - 深浦加奈子
- 井上まり花（アイドル歌手） - 直瀬遥歩
- 飛田あずさ（キャビンアテンダント・飛田三郎の従姉） - 越智静香
- 広井（まり花のマネージャー） - 千田光雄
- 小泉里美（金融会社社員） - 棟里佳
- 井上佐紀（まり花の母・芸妓） - 太田ルリ子
- 秘書 - 下崎篤
- バックダンサー - 佐藤明美、YUKA
- 深沢真琴（矢島泰造の先妻） - 入江若葉
- 落合良平（民自党 代議士） - 鹿内孝

第10作「呪われたルビーの謎」（2001年）
- 伊吹和彦（ジュエリーいぶき 専務・希麻倫子の初恋相手） - 羽場裕一
- 伊吹みさと（和彦の母・本名「込山孝江」） - 二宮さよ子
- 伊吹英正（ジュエリーいぶき 社長・みさとの夫） - 沼崎悠
- 津島枝利（モデル・和彦の恋人） - 中島宏海
- 森川陽司（ジュエリーいぶき 常務） - 津村鷹志
- 川奈鉄郎（フリーライター） - 尾美としのり
- 溝口佳代（クラブ「ジュネ」オーナー） - 石井苗子
- 工藤杏子（モデル・枝利の後輩） - 英由佳
- 大八木秀美（和彦の元婚約者・8年前 ひき逃げ事故で死亡） - 林真奈美
- 伊吹真希子（和彦の妹・元サーファー・10年前死亡） - 斉藤花咲
- ジュエリーショーの司会者 - 南川昊

第11作「殺人のイリュージョン」（2002年）
- 加納剣悟（魔術団「スペース・サーカス」の魔術師） - 細川茂樹
- 芦川由麻（剣悟のパートナー・元ダンサー） - 渋谷琴乃
- 岡田直樹（剣悟のアシスタント・元医師） - 篠井英介
- 遠藤洋治（剣悟のアシスタント） - 宇梶剛士

第12作「坂本龍馬殺人事件」（2002年）
- 柳井秀嗣（居酒屋「やなぎや」店主） - 榎木孝明
- 香山冴子（久の妻） - 山下容莉枝
- 黒木まどか（松永の元愛人・クラブホステス） - 藤森夕子
- 松永文弘（実和子の夫・弁護士） - 中丸新将
- 香山久 - 武野功雄
- クラブのママ - りりィ
- 町田章一（実和子の弟・高知現代新聞 元記者・3年前 階段から転落死） - 斎藤歩
- しづ（料亭「まつ幸」仲居頭） - 藤夏子
- 料亭「まつ幸」板長 - 村田則男
- 南條智史（南条建設 会長） - 戸沢佑介
- 香山優の知人 - 久保晶
- 香山亮介（久と冴子の息子） - 風間由次郎
- レポーター - 阿部渡、ひがし由貴
- 香山優（久の父・故人） - 大山豊
- 柳井（秀嗣の母） - 松波志保
- 春川章太（希恵の息子） - 高橋快聖
- 坂本龍馬 - 工藤貴史
- 春川希恵（料亭「まつ幸」従業員） - 未來貴子
- 松永実和子（料亭「まつ幸」女将・希麻倫子の旧友） - 黒田福美

第13作「京都・宇治川殺人事件」（2003年）
- 野村昭夫（映子の夫・日本画家・車椅子の男性） - 京本政樹
- 東千加（伏見医大附属病院 外科医） - 渡辺典子
- 生駒昇（京南大学 助教授） - 山下規介
- 重尾（古河総合病院 副院長） - 誠直也
- 瓜生雅行（京南大学 教授） - 大林丈史
- 田沼俊郎（京都府警交通部交通規制課 巡査部長） - 比留間由哲
- 松本多恵子（松本の妻） - 小野沢知子
- 居酒屋女将 - 今井和子
- 進藤頼子（映子の母・スナック「紫苑」元ママ・20年前死亡） - 栗田ようこ
- 飲み屋の客 - 太平シロー
- さゆり（伏見医大附属病院 看護師） - 真由子
- 弓子（伏見医大附属病院 看護師） - 大塚良子
- 糸川俊義（元代議士・4月26日 肺炎で死亡） - 永幡洋
- 伏見医大附属病院 受付 - 内田量子
- 松本弘樹（古河総合病院 院長・3年前に伏見医大附属病院を退職・千加の愛人） - 野仲功
- 野村映子（小間物屋「映屋」主人・1年前 希麻倫子が店に立ち寄ってからの知り合い） - 相本久美子
- 大山一三（代議士） - 中山仁

第14作「旅芸人一座殺人事件」（2004年）
- 橘秀一（旅芸人一座「橘劇団」の役者） - 遠藤憲一
- 黛小夜（橘劇団の役者） - 井上晴美
- 橘美紀彦（橘劇団の役者・菊太郎の従兄） - 中西良太
- 橘菊太郎（橘劇団の座長） - 橘菊太郎（本人役）
- 橘大五郎（橘劇団の若座長） - 橘大五郎（本人役）
- 西村富江（雄二郎のファン） - 山口美也子
- 山本雪子（雄二郎のファン・ジュエリーユキコ 社長） - 絵沢萠子
- 土田正美（雄二郎の付き人） - 今村雅美
- 近藤雄二郎（橘劇団の花形） - 山路和弘
- 橘翔太（橘劇団の役者・美紀彦と弥生の息子） - 浅利陽介
- 三上（橘劇団の小道具） - 松木秀樹
- 橘弥生（橘劇団の世話係・美紀彦の妻） - 筒井真理子

第15作「京友禅の謎〜華の密室殺人事件〜」（2006年）
- 十津川省三（警視庁捜査一課 警部・希麻倫子の知り合い） - 渡瀬恒彦
- 浅川百葉（万葉の長女・京友禅絵師） - 河野由佳
- 稲本弓子（小料理「都路」女将・百葉の後援会員・25年前 十津川省三の前から去っていった女性） - 仁科亜季子
- 浅川葉二郎（万葉の長男・百葉の義弟） - 伊達暁
- 清水加代（浅川家の住み込み家政婦） - 早瀬久美
- 近江鏡子（女優） - 芦田由夏
- 三上（医師） - 猪又武春
- 看護師 - 松島絵美
- 橋本蒼駿（京友禅絵師） - 勝部演之
- 浅川万葉（京友禅絵師） - 長門勇

### スタッフ（かたせ梨乃版）
- 原作 - 山村美紗
- 脚本 - いずみ玲、吉田弥生、清本由紀、倉沢奈都子
- 監督 - 山内宗信、藤尾隆、黒沢淳、村田忍、水谷俊之
- プロデューサー - 森下和清（テレパック）、山後勝英（テレパック）、杉村治司（テレパック）、大久保智己（テレパック）、浅野敦也（テレパック）、沼田通嗣（テレパック）
- 製作 - TBS、テレパック

### 放送日程（かたせ梨乃版）
| 話数 | 放送日         | サブタイトル                   | 原作                                                  | 脚本       | 演出     | 視聴率 |
| ---- | -------------- | ------------------------------ | ----------------------------------------------------- | ---------- | -------- | ------ |
| 1    | 1996年04月22日 | ヘアデザイナー殺人事件         | 『ヘア・デザイナー殺人事件』                          | いずみ玲   | 山内宗信 | 20.3%  |
| 2    | 10月14日       | 小京都・郡上八幡殺人事件       | 『小京都・郡上八幡殺人事件』                          | いずみ玲   | 山内宗信 | 17.7%  |
| 3    | 1997年04月07日 | 花の棺                         | 『花の棺』                                            | いずみ玲   | 山内宗信 | 19.1%  |
| 4    | 1998年01月05日 | 清少納言殺人事件               | 『清少納言殺人事件』                                  | いずみ玲   | 山内宗信 | 17.8%  |
| 5    | 6月01日        | 胡蝶蘭殺人事件                 | 『胡蝶蘭殺人事件』                                    | いずみ玲   | 山内宗信 | 17.0%  |
| 6    | 11月30日       | ブラックオパール殺人事件       | 『ブラックオパールの秘密』                            | 吉田弥生   | 藤尾隆   | 16.5%  |
| 7    | 1999年03月22日 | エジプト女王の棺               | 『エジプト女王の棺』                                  | 清本由紀   | 山内宗信 | 15.1%  |
| 8    | 10月04日       | 南十字星殺人事件               | 『ゴールドコーストの遺品』                            | 吉田弥生   | 藤尾隆   | 12.9%  |
| 9    | 2000年09月18日 | シドニー・メルボルン殺人事件   | 「ディーラー殺人事件」 （『グルメ列車殺人事件』所収） | 倉沢奈都子 | 藤尾隆   | 12.5%  |
| 10   | 2001年06月04日 | 呪われたルビーの謎             | 「呪われたルビー」 （『紫水晶殺人事件』所収）         | 倉沢奈都子 | 黒沢淳   | 13.1%  |
| 11   | 2002年06月03日 | 殺人のイリュージョン           |                                                       | 倉沢奈都子 | 山内宗信 | 13.4%  |
| 12   | 11月18日       | 坂本龍馬殺人事件               | 『坂本龍馬殺人事件』                                  | 倉沢奈都子 | 山内宗信 | 15.9%  |
| 13   | 2003年11月10日 | 京都・宇治川殺人事件           | 『京都・宇治川殺人事件』                              | 倉沢奈都子 | 村田忍   | 14.9%  |
| 14   | 2004年08月02日 | 旅芸人一座殺人事件             |                                                       | 倉沢奈都子 | 水谷俊之 | 13.9%  |
| 15   | 2006年08月07日 | 京友禅の謎〜華の密室殺人事件〜 | 『京友禅の秘密』                                      | 倉沢奈都子 | 村田忍   |        |

- 視聴率はビデオリサーチ調べ、関東地区・世帯

## シャーロット・ケイト・フォックス版
2015年9月5日（土曜）21:00 - 23:06にテレビ朝日系で放送されたスペシャルドラマ。主演はシャーロット・ケイト・フォックス。キャサリンを原作通りにアメリカ人女性が演じることは初めてで、セリフはほぼ全編日本語で展開された。
2016年3月20日（日曜）21:00 - 23:10（『日曜エンタ』枠）、シリーズ第2作『名探偵キャサリン 消えた相続人』が放送された。

### キャスト（シャーロット・ケイト・フォックス版）

#### ヒロインとパートナー
キャサリン・ターナー
演 - シャーロット・ケイト・フォックス
アメリカ副大統領の一人娘。コロンビア大学出身の語学堪能なビジネスウーマン。
浜口一郎
演 - 谷原章介
京洛大学文学部歴史学科の准教授。浜口幸夫の甥。英語が堪能でコロンビア大学に留学経験がある。

#### 京都府警察本部
橋口大吾
演 - 宇梶剛士
捜査一課の主任。階級は警部補（実際は、巡査部長）。
森本良介
演 - 中西良太
鑑識課の鑑識課員。
鈴木俊博
演 - 久保田悠来
捜査一課の刑事。
栗田光則
演 - 山口竜央
刑事部長。階級は警視正。
中松志保
演 - 東松史子
捜査一課の刑事。

#### SP
山下清春
演 - 野村祐人
キャサリンを警護するSP。
河野さやか
演 - 松田珠希
キャサリンを警護するSP。

#### その他
吉村峰子
演 - 山村紅葉
京洛大学浜口研究室嘱託。
浜口幸夫
演 - 里見浩太朗
外務大臣。浜口一郎の叔父。アメリカ副大統領のルイス・ターナーは古い友人（第1作）。

#### ゲスト（シャーロット・ケイト・フォックス版）
第1作「花の棺」（2015年）
- 西川和彦（鳳の息子） - 尾上松也
- 久条麗子（京流の華道家） - 高岡早紀（中学生：甲斐光）
- 山野華子（新流の家元） - 濱田マリ
- 小川麻衣子（東流の華道家・キャサリンの友人） - 笛木優子
- 伊吹信彦（伊吹ギャラリー オーナー） - 河相我聞
- 外務省職員 - 黒川英二
- 東流の秘書 - 出口高司
- 岡知子 - 小牧芽美
- 田村（和歌山県警 刑事） - 田村ツトム
- キャンプ場の若者 - 安永稔
- 和歌山県警 刑事 - 岡田優
- 記者 - 中村彩実
- 報道陣 - いわすとおる
- 通訳 - 津川マミ
- ホテルのボーイ - 山村憲之介
- 東郷悠子（流風の妻） - 藤田弓子
- 西川鳳（京流の家元） - 榎木孝明
- 東郷流風（東流の家元） - 竜雷太
- ジェームズ・ハジェンズ、笹木俊志 ほか

第2作「消えた相続人」（2016年）
- 田中良美（京洛大学院生・浜口一郎の教え子） - 黒川智花（幼児期：永島彩菜 / 小学生：西口莉乙加 / 中学生：中崎花音）
- 堀川明彦（アパレル会社「シャングリラン」社長） - 金子昇
- 磯崎大輝（良美の友人・大学院生） - 浅香航大
- 田中総一郎（良美の父・田中家の家長） - 村田雄浩
- 田中朝枝（良美の母・総一郎の妻） - 藤吉久美子
- 片山悠（片山貿易 社長） - 曽我部洋士
- 白石雪乃（シャングリラン 営業主任・堀川の部下） - 簑島宏美
- 岩瀬辰則（外務省職員） - 古村勇人
- ノーマン・ヘイズ（ロスの弁護士） - ラッセル・トッテン
- 小林（京都百貨店 役員） - 浜口悟
- 記者 - たかはしあいこ
- 田中譲次（良美の叔父・総一郎の弟・ハワイ在住の実業家） - 石黒賢
- エレーナ・スズキ、インゲ ほか

### スタッフ（シャーロット・ケイト・フォックス版）
- 原作 - 山村美紗
- 脚本 - 岡本貴也、深沢正樹
- 演出 - 唐木希浩、濱龍也
- 警察監修 - 倉科孝靖
- 技術協力 - アップサイド、アムレック
- CG - クロフネプロダクト（第2作）
- アクション - シールズ（第2作）
- 操演 - 小林正巳（第2作）
- ゼネラルプロデューサー - 黒田徹也（テレビ朝日）、関拓也（テレビ朝日）
- プロデューサー - 中込卓也（テレビ朝日）、黒川浩行（ユニオン映画）
- アソシエイトプロデューサー - 進藤盛延（東映太秦映像 / 第1作）
- プロダクション協力 - 東映太秦映像（第1作）
- 制作 - テレビ朝日、ユニオン映画

### 放送日程（シャーロット・ケイト・フォックス版）
| 話数 | 放送日        | サブタイトル | 原作             | 脚本     | 演出     | 視聴率 |
| ---- | ------------- | --- | ---------------- | -------- | -------- | ------ |
| 1    | 2015年9月05日 | ニューヨークからやって来た天才お嬢の殺人推理!! なぜ犯人は逃亡ルートを清水寺に変更したのか!? 花言葉が解き明かす完全密室トリック!! | 「花の棺」       | 岡本貴也 | 唐木希浩 | 11.6%  |
| 2    | 2016年3月20日 | 消えた相続人〜米副大統領令嬢が挑む美女誘拐連続殺人!! 身代金6億円炎上トリックを買物のおつり百億円が解く!?                         | 「消えた相続人」 | 深沢正樹 | 濱龍也   | 7.4%   |

- 視聴率はビデオリサーチ調べ、関東地区・世帯